# Lil Boi
О Син Тек (кор. 오승택, нар. 7 червня 1991, Йосу, Південна Корея), більш відомий під псевдонімом Lil Boi (стилізується як lIlBOI), — південнокорейський репер. Він є учасником хіп-хоп дуету Geeks. У 2020 році він переміг на шоу Show Me the Money 9. Також Lil Boi був одним з наставників у реаліті-шоу Boys Planet.

## Дискографія

### Студійні альбоми
| Назва    | Деталі альбому                                                                                | Пікові позиції у чартах | Продажі      |
| Назва    | Деталі альбому                                                                                | KOR                     | Продажі      |
| -------- | --------------------------------------------------------------------------------------------- | ----------------------- | ------------ |
| Meantime | - Реліз: 19 жовтня 2022 - Лейбл: Stone Music Entertainment - Формат: CD, цифрове завантаження | В очікуванні            | В очікуванні |

### Сингли
| Назва                                                                            | Рік  | Пікові позиції у чартах | Альбом                     |
| Назва                                                                            | Рік  | KOR                     | Альбом                     |
| -------------------------------------------------------------------------------- | ---- | ----------------------- | -------------------------- |
| «Have A Drink» (한잔해요) (з Giriboy)                                            | 2012 | —                       | Сингли поза альбомом       |
| «Respect» (with Sik-K, Geegooin feat. Loco, Gray, DJ Pumkin)                     | 2015 | 6                       | Show Me the Money 4        |
| «On It + Bo$$» (з Loco, Jay Park)                                                | 2015 | 11                      | Show Me the Money 4        |
| «Call Me» (연락해) (with Basick feat. Hwasa)                                     | 2015 | 26                      | Сингли поза альбомом       |
| «David»                                                                          | 2018 | —                       | Сингли поза альбомом       |
| «Moves» (with Yanu, Takeone)                                                     | 2020 | —                       | Сингли поза альбомом       |
| «Pray» (기도) (feat. Verbal Jint, Taylor, Hoody)                                 | 2020 | —                       | Meantime                   |
| «Freak» (with Wonstein, Chillin Homie, Skyminhyuk)                               | 2020 | 8                       | Show Me the Money 9        |
| «Tomorrow» (내일이 오면) (feat. Giriboy, Big Naughty)                            | 2020 | 2                       | Show Me the Money 9        |
| «Bad News Cypher Vol. 2» (feat. TakeOne)                                         | 2020 | 61                      | Show Me the Money 9        |
| «On Air» (feat. Loco, Jay Park, Gray)                                            | 2020 | 11                      | Show Me the Money 9        |
| «Credit» (feat. Yumdda, Giriboy, Zion.T)                                         | 2020 | 8                       | Show Me the Money 9        |
| «Friends» (з Wonstein)                                                           | 2021 | 52                      | Сингли поза альбомом       |
| «Heat» (with Wonstein, Mirani)                                                   | 2021 | 136                     | Сингли поза альбомом       |
| «Refresh» (새로고침) (з TakeOne)                                                 | 2022 | —                       | Сингли поза альбомом       |
| Саундтреки                                                                       |      |                         |                            |
| «Wonderful Life» (з TakeOne)                                                     | 2018 | —                       | Bad Guys: City of Evil OST |
| «—» релізи, що не потрапили у чарти або не були випущені у відповідних регіонах. |      |                         |                            |

### Інші пісні у чартах
| Назва                             | Рік  | Пікові позиції у чартах | Альбом |
| Назва                             | Рік  | KOR                     | Альбом |
| --------------------------------- | ---- | ----------------------- | ------ |
| «Warning» (Sejeong feat. Lil Boi) | 2021 | 98                      | I'm    |

## Фільмографія

### Телешоу
| Рік  | Назва                | Роль               |
| ---- | -------------------- | ------------------ |
| 2015 | Show Me the Money 4  | Contestant         |
| 2016 | Tribe of Hip Hop     | Producer           |
| 2020 | Show Me the Money 9  | Contestant         |
| 2022 | Show Me the Money 11 | Producer           |
| 2023 | Boys Planet          | Rap master (ep. 3) |

## Нагороди і номінації
| Нагорода           | Рік  | Категорія | Результат | Прим.  |
| ------------------ | ---- | --------- | --------- | ------ |
| Melon Music Awards | 2021 | Top 10    | Перемога  | [ 10 ] |

## Нотатки
1. ↑  Сингл «Refresh» не потрапив у Circle Digital Chart, але посів 199 місце у Download Chart[6].